# FK Polet Ljubić
FK Polet Ljubić, cyr. ФК Полет Љубић – serbski klub piłkarski ze wsi Ljubić, utworzony w 1937 roku. Obecnie występuje w Srpska Liga Zapad.